# Hymenomima nortonia
Hymenomima nortonia är en fjärilsart som beskrevs av William Schaus 1898. Hymenomima nortonia ingår i släktet Hymenomima och familjen mätare. Inga underarter finns listade i Catalogue of Life.